# Deux Jours à Los Angeles
Pour plus de détails, voir Fiche technique et Distribution.
Deux Jours à Los Angeles ou Deux Jours dans la Vallée, au Québec,(Two Days in the Valley) est un film américain réalisé par John Herzfeld, sorti en 1996.

## Synopsis
À Los Angeles, dans un intervalle de 48 heures, les destins d'une dizaine d'escrocs se croisent et s'entremêlent. Il y a un tueur à gages flanqué d'une créature de rêve, une athlète, un marchand d'art, une secrétaire, un cœur tendre, un cinéaste sur la touche mais aussi un policier médiocre…

## Fiche technique
Sauf indication contraire, les informations mentionnées dans cette section peuvent être confirmées par la base de données cinématographiques IMDb,  présente dans la section « Liens externes ».
- Titre original : Two Days in the Valley
- Titre français : Deux jours à Los Angeles
- Titre québécois : Deux jours dans la Vallée
- Réalisation et scénario : John Herzfeld
- Photographie : Oliver Wood
- Montage : Jim Miller et Wayne Wahrman (en)
- Musique : Anthony Marinelli
- Production : Herb Nanas et Jeff Wald
- Sociétés de production : Rysher Entertainment et Redemption Productions
- Société de distribution : Metro Goldwyn Mayer
- Pays d'origine :  États-Unis
- Langue originale : anglais
- Format : couleur - DTS - 35 mm - 2,35:1
- Genre : Comédie dramatique, Policier
- Durée : 105 minutes
- Dates de sortie :
  - États-Unis : 27 septembre 1996

## Distribution
Sauf indication contraire, les informations mentionnées dans cette section peuvent être confirmées par la base de données cinématographiques IMDb,  présente dans la section « Liens externes ».
- Danny Aiello (VF : Jacques Frantz) : Dosmo Pizzo
- Greg Cruttwell (en) (VF : Jean-Pierre Michaël) : Allan Hopper
- Jeff Daniels (VF : Yves Beneyton) : Alvin Strayer
- Teri Hatcher (VF : Claire Guyot) : Becky Foxx
- Glenne Headly (VF : Anne Deleuze) : Susan Parish
- Peter Horton (VF : Guillaume Orsat) : Roy Foxx
- Marsha Mason (VF : Michèle André (actrice)) : Audrey Hopper
- Paul Mazursky : Teddy Peppers
- James Spader (VF : Jérôme Keen) : Lee Woods
- Eric Stoltz (VF : Jean-François Vlérick) : Wes Taylor
- Charlize Theron (VF : Marjorie Frantz) : Helga Svelgen
- Keith Carradine (VF : François Dunoyer) : l'inspecteur Creighton
- Louise Fletcher : Evelyn
- Austin Pendleton : Ralph Crupi
- Kathleen Luong : Midori
- Michael Jai White (VF : Thierry Desroses) : Buck
- Ada Maris (VF : Emmanuèle Bondeville) : l'inspecteur Carla Valenzuela
- Cress Williams (VF : Thierry Desroses) : le golfeur